# 580 Selene
580 Selene è un asteroide della fascia principale del diametro medio di circa 45,79 km. Scoperto nel 1905, presenta un'orbita caratterizzata da un semiasse maggiore pari a 3,2386308 UA e da un'eccentricità di 0,0804481, inclinata di 3,65931° rispetto all'eclittica.
Il suo nome è in onore di Selene, dea della luna presso gli antichi greci. Questo nome potrebbe essere stato ispirato dalle due lettere della designazione provvisoria.